# Salim Dżereissati
Salim Dżereissati, Salim Jreissati – libański prawnik, wykładowca Uniwersytetu Św. Józefa w Bejrucie, były doradca prezydenta Emila Lahuda, współpracownik Trybunału Specjalnego dla Libanu, grekokatolik. 24 lutego 2012 r. został mianowany ministrem pracy z rekomendacji Wolnego Ruchu Patriotycznego.